# Campanula candida
Campanula candida är en klockväxtart som beskrevs av A.Dc. Campanula candida ingår i släktet blåklockor, och familjen klockväxter. Inga underarter finns listade i Catalogue of Life.